# Raubersried (Wendelstein)

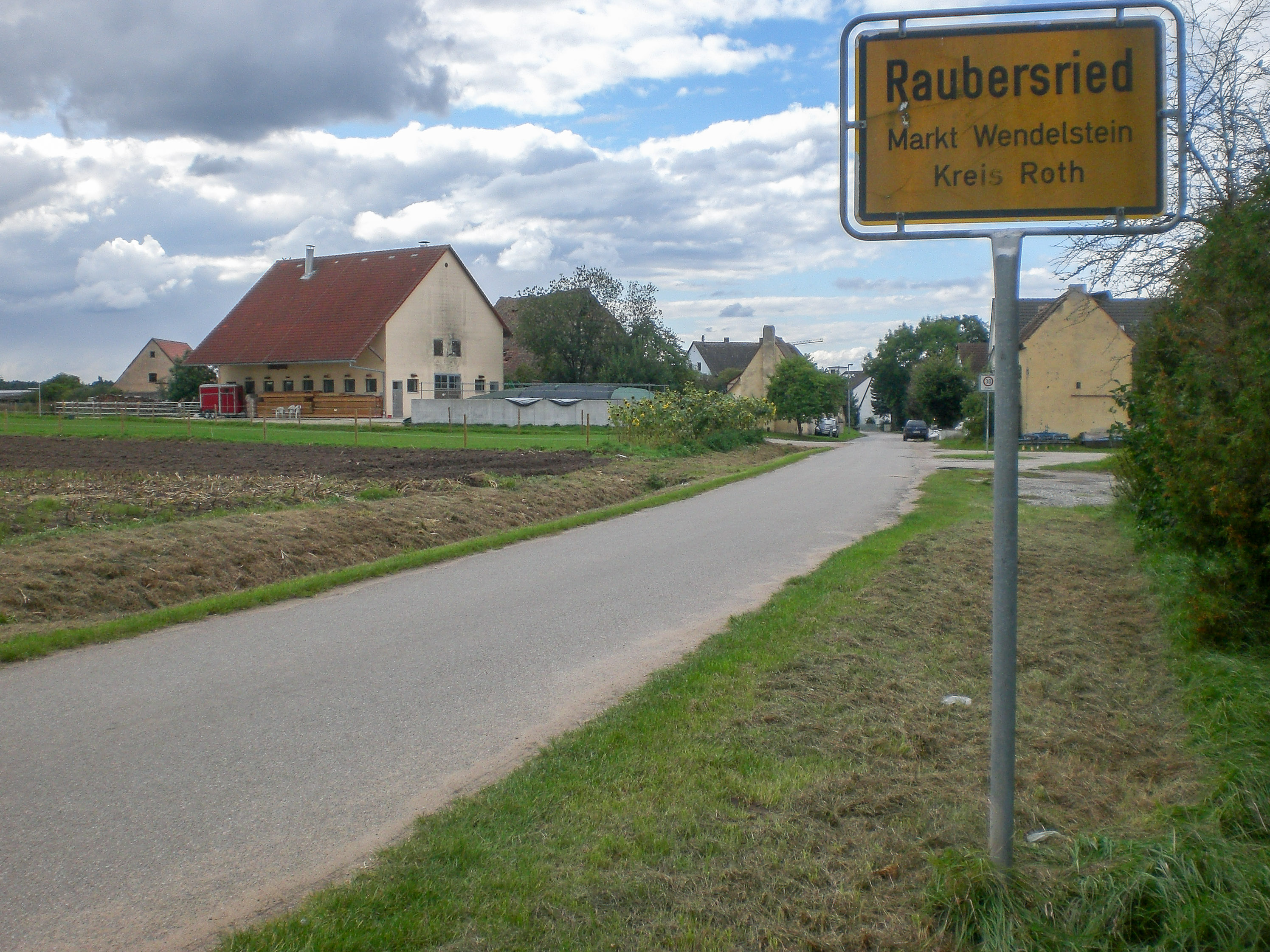
Raubersried, Ortseingang im Osten

Raubersried (bis 1875 Raubersrieth genannt; fränkisch: Rawaschried) ist ein Gemeindeteil des Marktes Wendelstein im Landkreis Roth (Mittelfranken, Bayern). Die Gemarkung Raubersried hat eine Fläche von 21,340 km². Sie ist in 1396 Flurstücke aufgeteilt, die eine durchschnittliche Fläche von 15286,55 m² haben. In ihr liegen neben dem namensgebenden Ort die Gemeindeteile Dürrenhembach und Sperberslohe.

## Lage
Das Dorf ist unmittelbar von Acker- und Grünland umgeben, im Norden Stockwiesen genannt und im Süden Lehmgrube. Eine Gemeindeverbindungsstraße führt nach Wendelstein (1 km nördlich) bzw. nach Großschwarzenlohe (2,1 km westlich).

## Geschichte
Der Ort wurde 1311 als „Rabenriet“ erwähnt. Das Bestimmungswort ist Ragibert, der Personenname des Siedlungsgründers, das Grundwort ist riute (mhd. für Rodung). Demnach handelt es sich um eine Rodungssiedlung. 1340 wurde der Ort „Redwizzreuth“, 1350 „Redwinsreuth“ genannt, ansonsten relativ durchgängig die alte Form, ab 1623 wird die heutige Form erstmals bezeugt.
Gegen Ende des 18. Jahrhunderts gab es in Raubersried 21 Anwesen und ein Gemeindehirtenhaus. Das Hochgericht übte das ansbachische Richteramt Schwand aus, die Dorf- und Gemeindeherrschaft hatte das ansbachische Richteramt Wendelstein. Grundherren waren das Richteramt Schwand (4 Gütlein, 1 Gütlein mit Gastwirtschaft), die Rieter’sche Stiftungsverwaltung Kornburg (1 Ganzhof mit Gastwirtschaft), das nürnbergische Spitalamt Heilig Geist (2 Halbhöfe, 6 Gütlein) und Nürnberger Eigenherren (von Bettschart: 1 Halbhof, 2 Gütlein; von Haller: 2 Halbhöfe; von Muffel: 1 Halbhof; von Scheurl: 1 Halbhof).

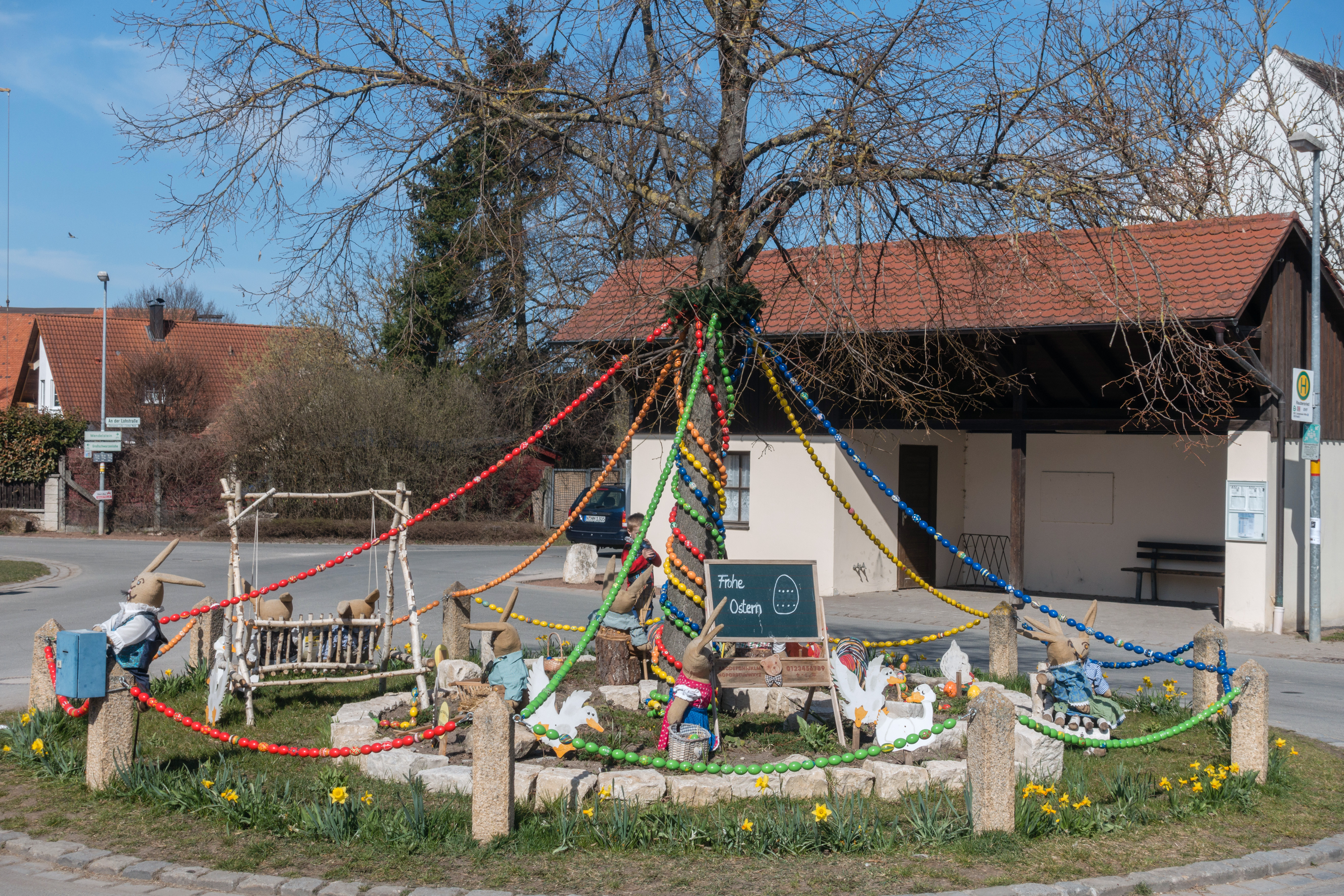
Ortszentrum zur Osterzeit

Von 1797 bis 1808 unterstand Raubersried dem Justiz- und Kammeramt Schwabach. 1806 kam der Ort an das Königreich Bayern.
Mit dem Gemeindeedikt wurde 1808 der Steuerdistrikt Raubersried gebildet. Zu der I. Sektion gehörten Dürrenhembach und Sperberslohe, zu der II. Sektion Gugelhammer, Nerreth und Röthenbach bei Sankt Wolfgang. 1818 entstand die Ruralgemeinde Raubersried, die mit der I. Sektion deckungsgleich war. Sie war in Verwaltung und Gerichtsbarkeit dem Landgericht Schwabach zugeordnet und in der Finanzverwaltung dem Rentamt Schwabach (1919 in Finanzamt Schwabach umbenannt). Ab 1862 gehörte Raubersried zum Bezirksamt Schwabach (1939 in Landkreis Schwabach umbenannt). Die Gerichtsbarkeit blieb beim Landgericht Schwabach (1879 in Amtsgericht Schwabach umbenannt). Die Gemeinde hatte 1964 eine Gebietsfläche von 20,010 km².
Im Zuge der Gebietsreform in Bayern wurde Raubersried am 1. Juli 1971 nach Wendelstein eingemeindet.

### Baudenkmäler
Es gibt in Raubersried vier Baudenkmäler:
- Dobeneckstraße 2: Kleinbauernhaus
- Rosengartenstraße 4, 7 und 10: Wohnstallhäuser

### Einwohnerentwicklung
Gemeinde Raubersried
| Jahr      | 1818   | 1840   | 1852  | 1855  | 1861   | 1867   | 1871   | 1875   | 1880   | 1885   | 1890   | 1895  | 1900   | 1905  | 1910   | 1919  | 1925   | 1933  | 1939  | 1946  | 1950   | 1952  | 1961   | 1970   |
| Einwohner | 232    | 245    | 253   | 234   | 269    | 244    | 237    | 236    | 244    | 241    | 234    | 256   | 208    | 250   | 238    | 222   | 231    | 249   | 224   | 303   | 327    | 308   | 320    | 396    |
| Häuser    | 43     | 40     |       |       |        |        | 43     |        |        | 41     | 40     |       | 41     |       |        |       | 40     |       |       |       | 45     |       | 63     |        |
| Quelle    | [ 17 ] | [ 18 ] | [ 2 ] | [ 2 ] | [ 19 ] | [ 20 ] | [ 21 ] | [ 22 ] | [ 23 ] | [ 24 ] | [ 25 ] | [ 2 ] | [ 26 ] | [ 2 ] | [ 27 ] | [ 2 ] | [ 28 ] | [ 2 ] | [ 2 ] | [ 2 ] | [ 29 ] | [ 2 ] | [ 12 ] | [ 30 ] |

Ort Raubersried
| Jahr      | 001818 | 001840 | 001861 | 001871 | 001885 | 001900 | 001925 | 001950 | 001961 | 001970 | 001987 | 002025 |
| Einwohner | 133    | 126    | 130    | 118    | 126    | 119    | 153    | 151    | 145    | 168    | 170    | 199    |
| Häuser    | 25     | 24     |        |        | 25     | 25     | 26     | 27     | 27     |        | 43     |        |
| Quelle    | [ 17 ] | [ 18 ] | [ 19 ] | [ 21 ] | [ 24 ] | [ 26 ] | [ 28 ] | [ 29 ] | [ 12 ] | [ 30 ] | [ 31 ] | [ 1 ]  |

## Religion
Raubersried ist seit der Reformation evangelisch-lutherisch geprägt und bis heute nach St. Georg (Wendelstein) gepfarrt. Die Katholiken sind nach St. Nikolaus (Wendelstein) gepfarrt.

## Personen
- Johannes Cochläus (* 10. Januar 1479 in Raubersried als Johannes Dobeneck; † 11. Januar 1552 in Breslau), Humanist und Theologe